# Johann I Bernoulli

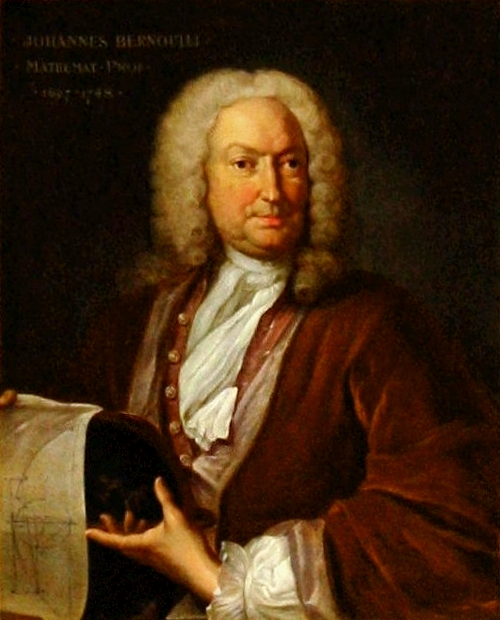
Johann Bernoulli (etwa 1740)

Johann Bernoulli, genannt Johann I Bernoulli (* 27. Julijul. / 6. August 1667greg. in Basel; † 1. Januar 1748 ebenda), war ein Schweizer Mathematiker und Arzt, der jüngere Bruder von Jakob I Bernoulli und der Vater von Nikolaus II Bernoulli, Daniel Bernoulli und Johann II Bernoulli.

## Leben
Johann Bernoulli war das zehnte Kind von Niklaus Bernoulli aus der Familie Bernoulli, Mitglied des Rates der Stadt Basel, und sollte ursprünglich Kaufmann werden. Stattdessen studierte er ab 1683 an der Universität Basel, wo er 1685 seinen Magister-Abschluss machte. Danach studierte er Medizin. In die Mathematik und speziell die damals neue Analysis führte ihn sein älterer Bruder Jakob ein, mit dem er anfangs eng zusammenarbeitete, sich später aber völlig überwarf. 1690 löste er das von seinem Bruder Jakob gestellte Problem der Kettenlinie. Im selben Jahr reiste er nach Genf und ein Jahr später nach Paris. Überall verbreitete er die Kenntnisse der neuen mathematischen Disziplin Analysis. In Paris u. a. gab er sie an den Marquis de L’Hospital weiter, der 1696 das erste Analysis-Lehrbuch verfasste. Bereits 1690 veröffentlichte er seine Doktorarbeit "Dissertatio de effervescentia et fermentatione". Er behandelte darin vom "Cartesianischen Standpunkt" aus alle Erscheinungen des Gährens und des Aufbrausens, welche beim Vermischen zweier Körper entstehen. Er stellte fest, dass beim Vermischen passive (Alkalien) und aktive (Säuren) Bestandteile entstehen und die eingeschlossene Luft "freigemacht" wird. Sein Doktorvater war Nikolaus Eglinger. Johann Bernoulli erlangte also schon als relativ junger Mann die Doktorwürde (1690 lic. med., 1694 Dr. med.). Die beiden Arbeiten wurden aus dem lateinischen ins englische übersetzt und sind online verfügbar. Ab 1693 begann seine umfangreiche Korrespondenz mit Leibniz, mit dem er u. a. 1712 eine Kontroverse über die Werte des Logarithmus bei negativen Werten des Arguments führte. 1695 wurde er Professor in Groningen (woran sein Bruder Jakob, mit dem er von ca. 1697 an zerstritten war, nicht ganz unbeteiligt war). 1705 wurde er nach dem Tod des Bruders dessen Nachfolger als Mathematikprofessor in Basel. Nach dem Tod von Leibniz 1716 war er der Hauptvertreter der Analysis im kontinentalen Europa und ergriff auch auf Seiten von Leibniz Partei im Prioritätsstreit mit den englischen Mathematikern um Newton. Eine weitere Fehde führte er mit Brook Taylor.
Seine Arbeitsgebiete umfassten unter anderem Reihen, Differentialgleichungen sowie Kurven unter geometrischen und mechanischen Aspekten. Er war an der Herausarbeitung des modernen Funktionsbegriffs wesentlich beteiligt und hatte eine wichtige Rolle in den Anfangszeiten der Variationsrechnung. Unter anderem löste er das Problem der Brachistochrone (1696 von Jakob Bernoulli gestellt) und veröffentlichte 1708 seine Lösung. 1717 gab Johann I Bernoulli in einem Brief an Pierre de Varignon die allgemeine Formel des Prinzips der virtuellen Arbeit für starre Körper an. Er beschäftigte sich auch mit Hydraulik, wobei er allerdings Ergebnisse seines Sohnes Daniel Bernoulli für sich reklamierte.
Bernoulli gab noch zu Lebzeiten 1743 seine Werke selbst in vier Bänden heraus, die weiter von seinem Sohn Johann II Bernoulli, der in Basel als Mathematikprofessor sein Nachfolger wurde, ergänzt wurden. In der Mechanik war er ein Opponent der Newtonschen Theorie und Anhänger von Descartes und dessen Wirbeltheorie. Er arbeitete aber auch Newtons Principia durch und korrigierte eine Reihe von Fehlern.
Seine Schüler waren unter anderem Leonhard Euler, Marquis de L’Hospital, Maupertuis, Gabriel Cramer, sein Sohn Johann (mit seinem Sohn Daniel Bernoulli lag er dagegen im Streit, da er wollte, dass dieser Kaufmann würde), Alexis Clairaut und der Berner Niklaus Blauner.
Die Werkausgabe der Bernoullis und insbesondere von Johann I Bernoulli (und dessen Briefwechsel) wurde von Ludwig Otto Spiess 1955 begonnen. Autographen von ihm werden unter anderem in der Universitätsbibliothek Basel und in der Gottfried Wilhelm Leibniz Bibliothek verwahrt.
1699 wurde er zum Mitglied der Académie des sciences gewählt. Seit 1701 war er auswärtiges Mitglied der Preussischen Akademie der Wissenschaften. 1712 wurde er in die Royal Society aufgenommen. 1725 wurde er Ehrenmitglied der Russischen Akademie der Wissenschaften.

## Postume Ehrungen
In Basel wurde 1875 zu Ehren von Johann I Bernoulli beim Eingang des Bernoullianums eine Büste aufgestellt.
1985 wurde der Mondkrater Bernoulli nach ihm und seinem Bruder Jakob benannt.

## Schriften
- Die gesammelten Werke der Mathematiker und Physiker der Familie Bernoulli. Birkhäuser
  - Der Briefwechsel von Johann Bernoulli. Band 1. 1955
  - Der Briefwechsel von Johann I. Bernoulli mit Pierre Varignon. 2 Bände. 1988, 1992
  - Jakob und Johann Bernoulli: Die Streitschriften: Variationsrechnung. Hrsg.: Herman Goldstine. 1991
- Opera Omnia. 4 Bände. Bousquet, Lausanne 1742; Nachdruck: Olms, Hildesheim 1968
- Die erste Integralrechnung. Eine Auswahl aus Johann Bernoullis Mathematischen Vorlesungen über die Methode der Integrale und anderes. Hrsg.: Gerhard Kowalewski. Ostwalds Klassiker 194; Engelmann, Leipzig 1914
- Die Differentialrechnung aus dem Jahre 1691/92. Akademische Verlagsgesellschaft, Leipzig 1924. Hrsg.: Paul Schafheitlin.
- Paul Stäckel (Hrsg.): Abhandlungen über Variationsrechnung von Joh. Bernoulli (1696), Jakob Bernoulli (1697) und Leonhard Euler (1744). Engelmann, Leipzig 1894; Wissenschaftliche Buchgesellschaft 1976